# 紐霍普 (密西西比州)
紐霍普（英語：New Hope）是位於美國密西西比州朗茲縣的普查規定居民點。

## 人口
根據2020年美國人口普查的數據，紐霍普的面積為13.06平方千米，當中陸地面積為13.03平方千米，而水域面積為0.02平方千米。當地共有人口3161人，而人口密度為每平方千米242.04人。